# Jang Hyung-seok
Jang Hyung-seok (en coreano: 장형석; nacido el 7 de julio de 1972) es un exfutbolista y actual entrenador surcoreano. Jugaba de defensa y su último club fue el Bucheon SK de Corea del Sur. Actualmente es segundo entrenador en la BJ FC Academy.
Jang desarrolló su carrera en varios clubes, entre los que se encuentran Ulsan Hyundai Horang-i, Anyang LG Cheetahs y Bucheon SK. Además, fue internacional absoluto por la Selección de fútbol de Corea del Sur y disputó la Copa Mundial de la FIFA 1998.

## Trayectoria

### Clubes como futbolista
| Club                   | País          | Año         |
| ---------------------- | ------------- | ----------- |
| Ulsan Hyundai Horang-i | Corea del Sur | 1992 - 1999 |
| Anyang LG Cheetahs     | Corea del Sur | 1999 - 2001 |
| Bucheon SK             | Corea del Sur | 2002        |

### Selección nacional como futbolista
| Selección | País          | Año         |
| --------- | ------------- | ----------- |
| Absoluta  | Corea del Sur | 1997 - 1998 |

### Clubes como entrenador
| Club                        | País          | Año             |
| --------------------------- | ------------- | --------------- |
| Escuela Primaria de Yeonhwa | Corea del Sur | 2003 - 2006     |
| BJ FC Academy (asistente)   | Corea del Sur | 2007 - Presente |

## Estadísticas

### Como futbolista

#### Clubes
| Rendimiento de club | Rendimiento de club    | Rendimiento de club | Liga  | Liga  | Copa    | Copa    | Copa de la Liga | Copa de la Liga | Continental | Continental | Total | Total |
| Año                 | Club                   | Liga                | Part. | Goles | Part.   | Goles   | Part.           | Goles           | Part.       | Goles       | Part. | Goles |
| Corea del Sur       | Corea del Sur          | Corea del Sur       | Liga  | Liga  | KFA Cup | KFA Cup | Copa de la Liga | Copa de la Liga | Asia        | Asia        | Total | Total |
| ------------------- | ---------------------- | ------------------- | ----- | ----- | ------- | ------- | --------------- | --------------- | ----------- | ----------- | ----- | ----- |
| 1992                | Ulsan Hyundai Horang-i | K-League            | 8     | 1     | -       | -       | 4               | 0               | -           | -           | 12    | 1     |
| 1993                | Ulsan Hyundai Horang-i | K-League            | 1     | 0     | -       | -       | 0               | 0               | -           | -           | 1     | 0     |
| 1994                | Ulsan Hyundai Horang-i | K-League            | 0     | 0     | -       | -       | 0               | 0               | -           | -           | 0     | 0     |
| 1995                | Ulsan Hyundai Horang-i | K-League            | 3     | 0     | -       | -       | 0               | 0               | -           | -           | 3     | 0     |
| 1996                | Ulsan Hyundai Horang-i | K-League            | 26    | 5     | ?       | ?       | 2               | 0               | ?           | ?           |       |       |
| 1997                | Ulsan Hyundai Horang-i | K-League            | 12    | 0     | ?       | ?       | 13              | 1               | ?           | ?           |       |       |
| 1998                | Ulsan Hyundai Horang-i | K-League            | 15    | 0     | ?       | ?       | 3               | 0               | ?           | ?           |       |       |
| 1999                | Ulsan Hyundai Horang-i | K-League            | 13    | 0     | ?       | ?       | 8               | 1               | -           | -           |       |       |
| 1999                | Anyang LG Cheetahs     | K-League            | 7     | 0     | ?       | ?       | 3               | 0               | ?           | ?           |       |       |
| 2000                | Anyang LG Cheetahs     | K-League            | 0     | 0     | ?       | ?       | 0               | 0               | ?           | ?           |       |       |
| 2001                | Anyang LG Cheetahs     | K-League            | 0     | 0     | ?       | ?       | 0               | 0               | ?           | ?           |       |       |
| 2002                | Bucheon SK             | K-League            | 10    | 0     | ?       | ?       | 7               | 0               | -           | -           |       |       |
| Total               | Corea del Sur          | Corea del Sur       | 95    | 6     |         |         | 40              | 2               |             |             |       |       |
| Total carrera       | Total carrera          | Total carrera       | 95    | 6     |         |         | 40              | 2               |             |             |       |       |

#### Selección nacional
Fuente:
| Selección de Corea del Sur | Selección de Corea del Sur | Selección de Corea del Sur |
| Año                        | Part.                      | Goles                      |
| -------------------------- | -------------------------- | -------------------------- |
| 1997                       | 5                          | 0                          |
| 1998                       | 6                          | 1                          |
| Total                      | 11                         | 1                          |

##### Goles internacionales
| No | Fecha               | Sede   | Oponente  | Gol   | Resultado | Competición      |
| -- | ------------------- | ------ | --------- | ----- | --------- | ---------------- |
| 1. | 18 de abril de 1998 | Skopie | Macedonia | 1 gol | 2-2       | Partido amistoso |

##### Participaciones en fases finales
| Torneo                         | Sede    | Resultado    | Partidos | Goles |
| ------------------------------ | ------- | ------------ | -------- | ----- |
| Copa Mundial de Fútbol de 1998 | Francia | Primera fase | 2        | 0     |